# Stara Fužina
Stara Fužina je naselje u slovenskoj općini Bohinju. Stara Fužina se nalazi u pokrajini Gorenjskoj i statističkoj regiji Gorenjskoj. 

## Stanovništvo
Prema popisu stanovništva iz 2002. godine naselje je imalo 576 stanovnika.